# 杉山志保子
杉山 志保子（すぎやま しほこ、10月18日 - ）は、日本の漫画家。青森県出身。
1985年、『王さまの耳はろばのみみ』で第112回HMC佳作、『夢で還えたら －過去完了－』で第10回白泉社アテナ新人大賞新人賞を受賞し、『ぼくらはみんな起きている』で1986年にデビューする。

## 作品

### 漫画
花とゆめコミックス、 白泉社
- ばくの飼い方教えます（全1巻）
- とまどうプテラノドン（全1巻）
- 幻獣博物館（全1巻）
- 夢みる宝石（全1巻）
- メロディ（全1巻）
- ぼくの泥棒日記 （全2巻、原作:宗田理）

### イラスト
白泉社
- 竜の哭く谷（妹尾ゆふ子）
- 邪眼の王子（妹尾ゆふ子）
- 仮面祭 夢語りの詩・番外編（妹尾ゆふ子）